# ファイヤーレオン
『ファイヤーレオン』は、2013年4月6日から2014年1月4日にかけて放送された日本の特撮テレビドラマ作品、および作中で主人公が変身するヒーローの名称。ブシロード制作。

## 概要
アニメーションのプロデュース実績を持つブシロードが手掛ける、初の特撮テレビドラマ。自らの出自であるプロレスへの恩返しがしたかったご当地ヒーローの第一人者・海老名保と、アニメ以外のコンテンツを欲していたブシロードの会長（当時）・木谷高明の意見が合致し、わずか1年弱という短い期間で制作が決定した。制作発表は2013年3月18日にスパイラルホールで行われ、主役ヒーローのファイヤーレオンや主演の椎名鯛造をはじめ主要俳優陣やオープニングテーマ「ファイヤーレオンの歌」を歌う声優の森嶋秀太が登壇した。
プロレスを題材とした変身ヒーローものであり、作中にはブシロードグループの新日本プロレスの所属レスラーや日本各地のご当地ヒーローが毎回ゲスト出演する。また、出演女優の三森すずこや徳井青空、ブシロードのスマートフォン向けプラットフォーム「ブシモ」にちなみ、それらが関わったテレビアニメ『ラブライブ!』などが背景や小道具として登場する。
オープニングの主要人物紹介は、ブシロードのトレーディングカードゲーム『全国ヒーロースラッシュバトル』に沿ったデザインとなっている。
ロケーション撮影は武蔵野市界隈で行われており、地元の商店街などを舞台として主役ヒーローのファイヤーレオンと悪役のバイオレスラーによる格闘戦が描かれるが、周囲の一般人が逃げ回るなどの描写がほとんど存在しない。ご当地ヒーローがごく普通に存在する世界観であるため、多くの場合は普段と同じ状態のままほぼ無関心で通り過ぎていくか遠巻きで見物しているという、一般的な特撮テレビドラマとは異なる風景が描かれている。また、登場人物が脚本を取り出して物語の都合を口にすることがあったり、技の解説を映像の巻き戻し再生ではなく黒子を伴ってのわざとらしいスローモーション調で描くなど、メタフィクション要素も含まれている。
分割2クール構成となっており、2013年4月6日から同年6月22日まで第1期を放送した後、同年10月5日から2014年1月4日にかけて第2期が放送された。

## ストーリー
10年前、悪のプロレス組織「ジャード」に両親を連れ去られた剛藤タケルは、心身を鍛えプロレスラーを目指していた。一方、ジャードはプロレスラーと猛獣のDNAを掛け合わせたバイオレスラーや、それを用いた闇のプロレスカジノを作り上げていた。
しかし、ジャードの基地からバイオレスラー・ブルザックが脱走。買い物をしていたタケルと幼馴染の草柳ひいなが襲われるが、タケルは突如現れた赤い獅子のマスクを被り、正義のレスラー・ファイヤーレオンに変身すると、プロレス技を駆使してブルザックを打ち倒す。
プロレス界の未来を懸け、ファイヤーレオンとジャードの戦いが始まった。

## 登場人物

### 主人公とその仲間

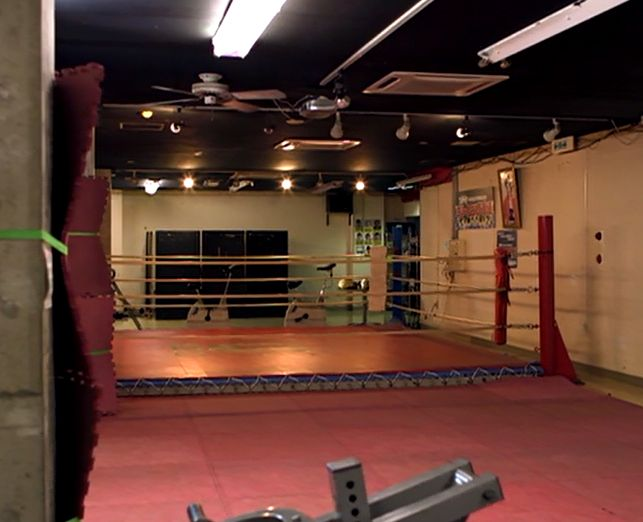
「吉祥寺ストロング道場」の撮影場所となった西調布格闘技アリーナ

剛藤 タケル（ごうどう タケル）
主人公の青年。20歳。小学6年生の時に起こったある事件で両親が行方不明となり、草柳研一に引き取られた。
「世界最強のプロレスラー」を目指し、吉祥寺にある道場で日々精進している。性格は温和で優しく、情熱家かつ努力家だが、父の名が誤字で書かれたニセサイン色紙にコロリと騙されてしまう天然ボケの一面もある。
突如現れる赤い獅子を象った「ソルジャーマスク」を装着することによりDNAが覚醒し、筋骨隆々の肉体となってファイヤーレオンに変身するが、マスクを装着している時間と比例して体力の消耗が増し、筋肉細胞が破壊されてしまうため、ハードなトレーニングを自分に課している。
第1期では黄色に黒いラインの入ったジャージ。第2期では赤に黒いラインの入ったジャージを着用。
ファイヤーレオン
タケルが変身した、筋骨隆々の肉体を持つ正義の戦士。マスクを被った人間の潜在能力を数十倍に増加させるが、心技体が揃って初めて真価を発揮するため、プロレスラーとしての力量によって能力が変わる。
プロレスラー未満であるタケルの能力から、プロレスにおける大技であるシャイニング・ウィザードは2回仕掛けたが、いずれも失敗。各バイオレスラー対策として道場で習得した足4の字固めや腕挫十字固、サソリ固めといったプロレスでは基本となるサブミッションが必殺技となっている。腰のチャンピオンベルトは「サヴァイヴ・フィールド」というプロレスのリングに似た決闘場に変化するため、フィールド内での戦闘ではベルトは装着していない。
ポーズを取ると『仮面ライダーV3』で使われた電子音が鳴る。
サヴァイヴ・フィールド
ファイヤーレオンの腰のベルトが変化した、プロレスのリングがある闘技場。また闘いの場をそのリングに移すこと。ファイヤーレオンが「リングイン」すると敵対するバイオレスラーや、その場にいたジャード幹部も転入。入ることにより肉体的有利が働くか否かは不明だが、励ましの劇中歌を歌う歌手が現れたりと様々な現象が起こる。場内には観客席の他、非常ベルも設置されてある。
ファイヤースープレックス
第11話で開発したオリジナル技。土壇場に追い詰められた時にジャーマン・スープレックスの体勢に入ると、ホールドした腕に無意識で巨大な獅子が現れ、抱えた相手を受け身の取れない状態にしてしまう。また、落とした地点には炎が燃え上がる。サヴァイヴ・フィールド内でのみ使用。なお、巨大な獅子が現れる状態を「極限のフロー」という。
ジャンピングファイヤーエルボー
いわゆるジャンピングエルボーアタック。
フランケンシュタイナー
ファイヤーレオンファイナルスペシャルその1。クイック技として要所で放つほか、最終話では出羽戦士ガ・サーンにも伝授した。
ファイヤーレオン・メガトンミサイルキック
ファイヤースープレックスの際出現する巨大な獅子を胴に身に着け、コーナーポスト最上段から前方回転しながら行なうミサイルキック。ゴッドラウザーの面を割るほどの威力を持つ。最終話で披露。
草柳 ひいな（くさやなぎ ひいな）
草柳家の次女。19歳。いつも明るく好奇心旺盛で、何事にも首を突っ込みたがるため、周囲をヒヤヒヤさせることが多い。幼いころからともに育ったタケルを兄のように慕っている。ジャードのバイオレスラーや幹部のデコピンで気を失ってしまうことが多い。毎日姉とブシモで連絡を取るなど姉妹の仲はいいようだが、喫茶店を営む姉と違い、おそろしいほど料理が苦手。手作りクッキーはガチガチに硬く、手作りカレーライスは踊りたくなるほどの味だった。
再三助けられたことからファイヤーレオンに憧れている一面があり、ファイヤーレオンの正体がタケルであったことを第17話で知ったことで、タケルのよき理解者となる。
草柳 ユウ（くさやなぎ ユウ）
草柳家の長女。年の離れた妹、ひいなの母親代わりのような存在。友人から任された喫茶店「CAFE FRIENDS」のオーナーとして、客に優しい笑顔を振りまいている。オススメメニューはカフェラテ、ココア、チョコパフェ。得意技は迷惑客を追い払うためのサミング。来店するプロレスラーにもファンが多く、彼らからはよくデートに誘われている。なお、店にはご当地ヒーローや敵役も立ち寄るなど、ヒーローの拠点基地的役割を果たす。
草柳 研一（くさやなぎ けんいち）
草柳家の父。タケルの父の知り合いでIPS細胞に関する研究室を持つ。戦いの連続で倒れる寸前だったタケルを助け、遠赤外線を使った細胞再生マシンで復活させるなど、タケルを科学面からサポート。自宅では美容パックをしたり侵入者に気付かないなど、お茶目や迂闊な一面も見せる。
もとみ
タケルが通うプロレス道場「吉祥寺ストロング道場」の道場主。元プロレスラーを父に持つが、弱いヒールであったことが原因でいじめられ、両親の離婚の原因にもなっている。父の蒸発後は道場を弟子の大鉄が引き継ぐも、風来坊な性格から経営は傾き、もとみが代わり道場主に。このことから自分に厳しく、男まさりで気が強い性格。研修生のタケルにとっては先生のような存在で、新日本プロレスの選手や、ご当地ヒーローたちとも懇意の仲。
しかし「傾いた道場の経営を立て直す」という口説き文句に落ち、闇のプロレス団体のジャードの幹部という裏の顔も持っていた。コードネームは「モニカ」。竹刀を奮って叱咤していたのも、道場でタケルを含むプロレスラーDNA収拾のためだったが、第2シーズンではタケルに自分の過去を話すなど心が揺らぎ、行方不明の末、亡くなっていたと信じていた父も存命していることが発覚する。変身などはしないが、「モニカ」としては巨大化能力を有している。
彩香（あやか）
ユウとともにCAFE FRIENDSで働く従業員。来店した大阪のジョーにツッコミを入れるなど、バイオレスラーを前にしてもたじろがない性格をしている。ひいなにとっては友人のような相談相手。
第2シーズンでは衣装がハーフトップにシースルーのアウターとなり、常連客「根津さん」からナンパされていることが常態になる。
比山 まさはる（ひやま まさはる）
フリージャーナリスト。ファンだったプロレスラー・剛藤薫の失踪を追い、その過程でバイオレスラーの存在に気づき、カメラに収めたことでジャードに追われる。取材SDカードにはすり替え用ダミーとしてグラビアアイドル・浦えりかのセクシー画像が大量に入っていた。当初は口ひげをたくわえていたが、第7話で変装だったことが明らかになるなど、妙なコスプレ（変装）癖がある。
その後ジャードの追ってから逃れるために武蔵野市外へとギターを背に逃亡するが、逃げてるだけでは解決しないと第2シーズン中盤で帰還。ジャードを倒すため、そして一目惚れしたもとみを救うため、情報提供者としてタケルに協力する。
苗字で呼ばれることを嫌がり、「まーくん」と呼んでほしいと懇願している。
大鉄（だいてつ）
タケルの師匠であり、もとみに吉祥寺ストロング道場の番を任せた主。アロハシャツに麦藁帽と陽気な身なりをしている。ふらりと旅に出てしまう風来坊な性格で、第8話で道場に帰還。第9話以降、もとみに代わり道場に常駐している様子だったが、第2シーズンではもとみの父を捜しに山形に出かけている。一方、タケルはもとより道場にやってくるプロレスラーたちからはスパーリングパートナーとして信頼をされている。
コワモテだが、苦手なものはお化け、ライガー、請求書、ゴキブリ。

### ジャード

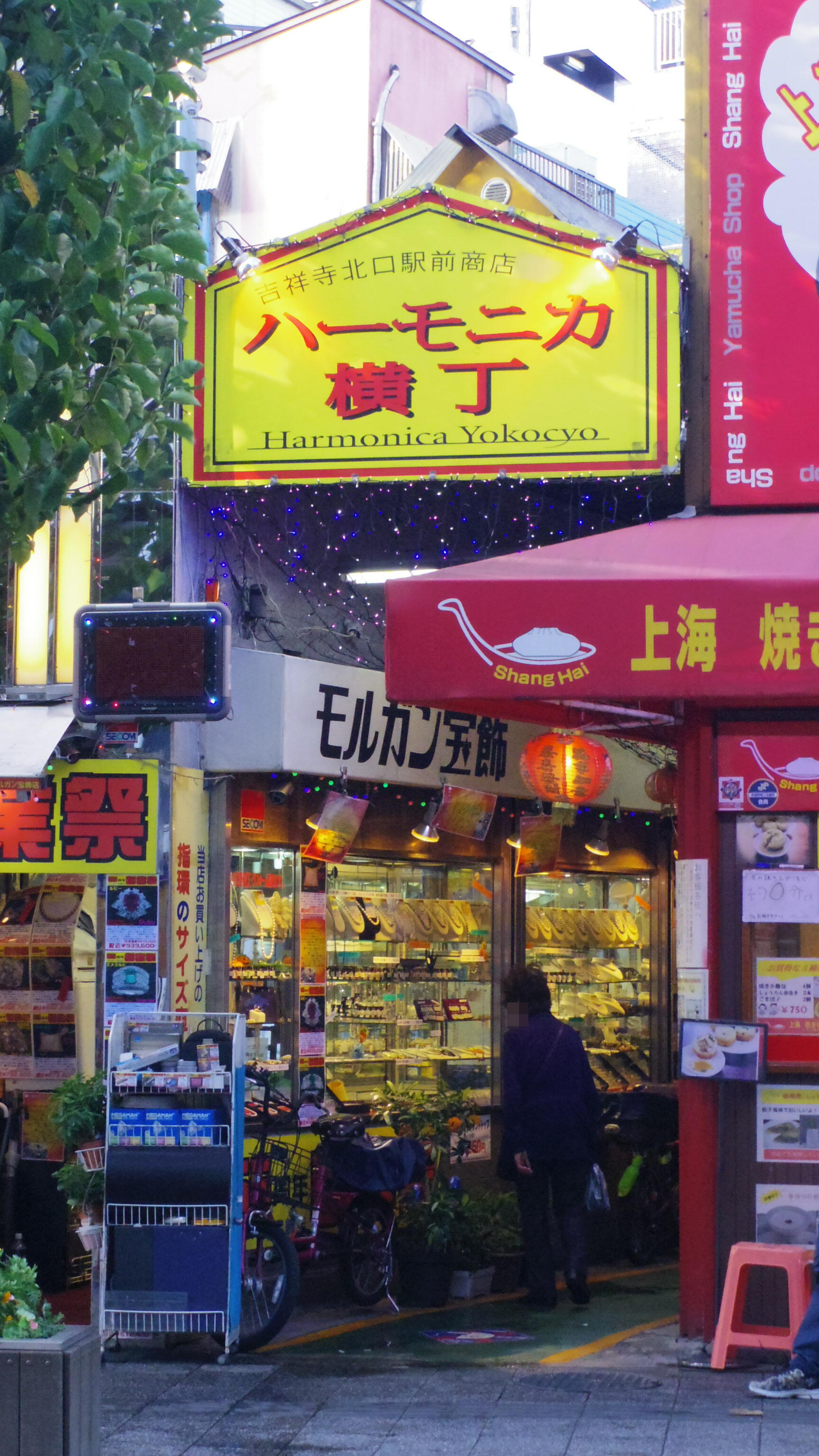
「ジャード」の基地があるとされるハモニカ横丁

バイオレスラーを使い賭けプロレスを行なう闇のプロレス団体。本部は吉祥寺・ハモニカ横丁や三鷹駅地下道と酷似した路地を入った先、もしくはそこから繋がるワープゾーンの先にあるようだが、建物の外観は警察署風の建物（実際はミニチュア）で標語入りの垂れ幕があるなど、秘密組織にしては目立つ造りとなっている。なお標語は『怖いのは「殺したはず」と「死んだはず」　ヒーローの死亡は確認しましょう』。建物横には地対空ミサイルが配備されている。
本部はジャードの看板とブラウン管テレビが備えられ、このほか剛藤博士の研究室が存在。地下に資料室がある。
クレイガー・シン
闇のプロレス団体「ジャード」最高幹部。性格は冷酷で執念深い。独特の「シーッシッシッシッ」という笑い声を発する。数多くのバイオレスラーを操ってプロレスカジノを開催する一方、その力で世界を支配しようと企んでいる。本部基地ではちびちびレモンティーを飲んでいる、戦力不足に悩んだ第11話にて戦闘員を募集するなどおちゃめな部分がある一方、幹部の謀反などで第2シーズン後半以降は冷徹な面が強調されていく。
姿はタイガー・ジェット・シンとホワイトタイガーがモチーフ。最終決戦では頭部がアリ、胴体がトラというモンスターへと進化。
頭に刺さったサーベルを抜き、武器として使用できるほか、棒術、ヌンチャクを操るなどカンフー殺法、分身までもの能力を持ち、格闘能力は非常に強い。ファイヤーレオンに敗北後は、ジャード首領により左遷となる。
ラ・ドール
ジャードの女幹部。バイオレスラーを操れる唯一の人物。性格はクレイガー・シンと同様に冷酷で執念深いうえにズル賢いが、一般市民に見つかってはマズイというわりに、目立つ格好のままバイオレスラーを引き連れ商店街で買い物をしたりと、謎の行動も目立つ。第10話で「ソルジャーマスク」とともにジャード壊滅の鍵であったことや自身の過去が明らかになった以降、顔のメイクが薄くなる、カラーコンタクトが外れるなど、2段階で人間味を取り戻していく。
サヴァイヴ・フィールドでプロレス技の解説役をするなどプロレスに造詣が深く、ジュリアとの一戦ではチェーンレスリングを見せるなど、実戦能力も高い。
ジュリアの台頭後は彼女へのライバル心からか、タケルやひいなの身を案じるようになり、ブラックレオンとの戦いでタケルが失明した際には、手術のために薫の下に連れて行く。
剛藤 薫（ごうどう かおる）
タケルの父。ジャードに捕われ、バイオレスラーの開発を強いられる傍らで「ソルジャーマスク」を開発する。かつてはジュニアヘビー級のプロレスラーとしても活躍した時期があり、文武両道を地で行く人物。飄々とした性格で、捕われの身であることを恥じることなくむしろ楽しんでいるような素振りさえ見せていたが、実は心臓病を患っていた。
第10話ではジャードによって奪われた「ソルジャーマスク」を装着してファイヤーレオンに変身し、バイオレスラー・ジャンドレと対決。元UFWジュニア王者の過去を垣間見せる、キレのある動きを披露した。
タケルのほかに「ゆりあ」という娘がいる。
ゴッドラウザー
剛藤薫が新たに開発したマスクを自ら装着し、変身した白銀の戦士。ジャード首領にファイヤーレオン抹殺と妻の復活との取引を持ちかけられ悩んだ末、タケルを谷底へ突き落とし、その上で成長させるため最後の戦いを挑む。必殺技は掟破りの逆ファイヤースープレックスともいえるゴッドラウザースープレックス。往年の昭和プロレスラーのような両拳を腰に当てるポーズを好むなど、変身前同様にクサくエキセントリック。
モチーフはカール・ゴッチ（名前はプロレスの神様と別名義のカール・クラウザーに由来）
ジャード首領
第2シーズンから登場。ジャード基地内にある紋章から声を発する謎の首領。度重なる作戦失敗の責任をクレイガー・シンに迫り、ゴッドラウザーに最高幹部就任を打診した。最終回でも倒された形跡はなく、ゴッドラウザー亡き後ジャードの組織ともどもどうなったのかは不明。
剛藤マリ
タケルの母であり、剛藤薫の妻。夫妻ともに行方が分からなくなっていたが、やがて大きなカギを握る人物であること、そして地球上に存在したことがない人物であることがわかる。
ルードマン
「ルチャ」としかしゃべらないジャードの一般戦闘員。胸にサボテンが描かれ、メキシコの覆面レスラーのような容姿をしている。戦闘員でありながら戦うシーンはほとんどなかったが、18話で超神ネイガーを相手に奮闘。たびたび、バイオレスラーの実験台にされてしまう。
如月 ジュリア（きさらぎ ジュリア）
シンの募集に応じ、面接で気に入られてジャードの幹部候補となった女性。西日本夜桜組総長で関西弁。踵落としが得意。
ラ・ドールを先輩にも関わらず「オバちゃん」と呼ぶなど、仲は最悪。第2シーズンはラ・ドールに代わってファイヤーレオンと対峙する。バイオレスラーを操れない代わりに、剛藤薫に再生バイオレスラーなど、忠誠を誓う新たなバイオレスラーを生み出すことを指示。第21話ではオカダ・カズチカをスカウトに向かうなど、既存戦力に頼らない作戦を打ち立てていった。
16話で登場したブラックレオンの実力に惚れこんでいたが、彼がシンに葬り去られて以降、退職届を書くなど、ジャードの組織そのものに不信感を抱くようになる。
バイオレスラー
プロレスラーのDNAと猛獣のDNAを掛け合わせて作られた闇のプロレスラー。通常は賭けプロレスに出場しているが、ラ・ドールの命を受けてそれぞれファイヤーレオン退治に出向く。
ブルザック
ブルーザー・ブロディとゴリラがモチーフ。プレデターのような髪を振り回し、足を毛皮で包む。右腕は鎖鉄球になっている。好物は揚げたての“さとうのメンチカツ”。
ギャラッシー
フレッド・ブラッシーとコウモリがモチーフ。吸血に使う鋭い牙を持ち、常にヤスリで研いでいるが実は入れ歯。羽をはばたかせ滑空することも可能だが、そのたびに足に負担がかかる。
ダダ・ココバット
ボボ・ブラジルとアルマジロがモチーフ。頭にアルマジロがついたような造形で、頭部は岩のように固い。リオやサンパウロといったブラジルの地名で声を発する。
アイアンジース
フリッツ・フォン・エリックとクワガタがモチーフ。頭にクワガタの顎がついており、強力な握力を武器にする。クロー攻撃の際、大きなスキができるのが弱点。好物はマリオンクレープ。
ジャンドレ
アンドレ・ザ・ジャイアントとモアイ像がモチーフ。劇中レシピではカスピ海ヨーグルトや砂糖、しょうゆ、みりんなども調合され作られた。石造のような圧倒的な体格を誇り、コピス吉祥寺で剛藤タケルを追い詰めた。得意技は20文キック。
アイアンブルザック
ブルザックの右腕にアイアンジースの爪を取り付けた、強化型再生バイオレスラー。通称・もったいないお化け。2体の力はバイオ接着剤でくっつけてある。なお、再生バイオレスラーはその後、ジャンドレココバット、ブルラッシー、ギャラジースと製造された。
ジャードコマンダー（1号・2号）
再生バイオレスラーとは逆の発想で、草柳博士のIPS細胞の研究成果を再生能力の高いトカゲの細胞に取り入れたもの。ファイヤーレオンとの最初の戦いで2体に分裂。劇中では「アニマル」、「ホーク」と声を発した。
ブラックレオン
もとみが採取したタケルのDNA（歯ブラシについていた唾液）をもとにして作られた彼のクローン人間・クローンタケルに、ソルジャーマスクのプロトタイプ（装着者の理性や精神を破壊してしまうためにお蔵入りした）を被らせた、「にせファイヤーレオン」とも言うべきバイオレスラー。キャプチュードでファイヤーレオンを一度は倒し、サバイヴ・フィールドをも手中に入れるが、作戦失敗によりクレイガー・シンにより葬りさられる。得意技は前述したキャプチュードとフロントチョーク。必殺技はブラックスープレックス。
人間体であるクローンタケルは、剛藤タケルとうり二つの顔と肉体であるが、髪型や性格が違っている。
ツターガン
ハルク・ホーガンとツタンカーメンがモチーフ。ツタンカーメンのミイラから採取されたDNAにより、24時間以内に死に至らしめる宝石を持つ。必殺技は腕から斧を出し叩き込むアックスボンバー。劇中では杉浦透、オカダ・カズチカとも対戦。
怪人ブラックボス、ミドリ仮面、ワニゲータ
バイオレスラー壊滅後、ラ・ドールが率いるガラッシャー帝国（原典は「東北合神ミライガー」）の怪人たち。レスラーの血統ではないため、第25話で新日本プロレス・CHAOS所属のプロレスラー、中邑真輔にヒールとは何かの教えを受けに行く。
ジン・メギョン
バイオレスラーのような姿をしているが、実は山形に潜伏していたもとみの父。顔は覆面、もしくは着ぐるみのように取ることができる。比山と大鉄が探し出し、吉祥寺へ呼び出したことでもとみとの再会が叶う。最終話までのイメージ映像では白い全身タイツにひょっとこ姿だった。

## キャスト

### レギュラー
- 剛藤タケル / ファイヤーレオン / クローンタケル / ブラックレオン - 椎名鯛造
- 草柳ひいな - 紗綾
- 草柳ユウ - 三森すずこ
- もとみ - 徳井青空
- クレイガー・シン - 舩木壱輝
- ラ・ドール - 浦えりか
- 剛藤薫 - 大野哲生
- 草柳研一 - 大門正明（第4話〜）
- 彩香 - 階戸瑠李 （第5話〜）
- 比山まさはる - 寿大聡（第6話〜）
- 大鉄 - 三澤威（第7話〜）
- 如月ジュリア - 愛川ゆず季（第12話〜）[9]

### ゲスト
- キョウヅカ・マリ/剛藤マリ（タケルの母） - 大野かなこ（第1話、第4話、第25話、第26話）
- 剛藤タケル（少年時代）- 下地幸多（第1話）
- 街の親子・父 - 野田ひろし（第3話）
- 街の親子・息子 - 重野優介（第3話）
- 吉祥寺ストロング道場練習生 - 高橋匡哉、村瀬広樹（第3話）[注 6]
- 吉祥寺ストロング道場練習生 - 児玉ユースケ（第4話）[注 7]
- 八百屋 - 森健太郎（第9話）
- フラフープの少女 - 夏目まお（第11話）[10]
- ナガイ（吉祥寺ストロング道場練習生） - 永井拓（第11話）
- ツカモト（同上） - 塚本和哉（第11話）
- カンムリ（同上） - 冠雄三（第11話）
- ハイキックの女 - 下園愛弓（第12話）
- 森嶋秀太 - 本人（第19話）
- 吉祥寺ストロング道場練習生 - 杉浦透（第21話）
- ミルキィホームズ - 三森すずこ、徳井青空、佐々木未来、橘田いずみ（第23話）
- きたえびと - 佐藤智隆、佐藤史崇（第26話）[11]

#### ゲストプロレスラー
全て新日本プロレス所属。
- 後藤洋央紀 - 第2話[12]、第19話
- 内藤哲也 - 第3話[1]、第4話、第6話、第20話
- 高橋広夢 - 第7話、第8話[注 8]
- 田口隆祐 - 第13話、第14話
- KUSHIDA - 第15話、第16話
- オカダ・カズチカ - 第21話、第22話
- 中邑真輔 - 第25話（唯一、ジャード側として登場）

#### ゲストのご当地ヒーロー
- 超神ネイガー（秋田） - 第1話、第18話、第19話
- サファリの戦士 白虎タイガー（福島、東北合神ミライガー） - 第3話
- 超耕21ガッター（新潟） - 第5話、第6話
- 岩鉄拳チャグマオー（岩手、東北合神ミライガー） - 第7話、第8話
- 浪速伝説トライオー（大阪） - 第9話、第10話
- 東北合神ミライガー（東北6県） - 第12話
- 安芸戦士メープルカイザー（広島） - 第14話
- 舞神 双嵐龍（茨城・つくば） - 第15話、第16話
- 未知之国守 ダッチャー（宮城・仙台） - 第20話
- 琉神マブヤー（沖縄） - 第23話
- ザギーン（東京・銀座） - 第23話
- 出羽戦士ガ・サーン（山形・月山、東北合神ミライガー） - 第26話
- きたえびとザオウ（山形・蔵王） - 第26話

### スーツアクター
- ファイヤーレオン、超神ネイガー  - 海老名保[13]
- ブルザック、ギャラッシー、ダダ・ココバット、アイアンジース、ジャンドレ - AKIRA
- ルードマン - 小山田学
- 超耕21ガッター - 山上亮
- 岩鉄拳チャグマオー - 佐藤史崇
- 浪速伝説トライオー - 中村憲晶
- 大阪のジョー - 瀬間晃
- 琉神マブヤー - 翁長大輔
- ハブクラーゲン - 与那嶺圭一
- ゴッドラウザー - 遠藤哲哉[14]

## スタッフ
- エグゼクティブプロデューサー - 木谷高明、小原正司
- 原作 - ブシロード、海老名保
- プロデューサー - 海内裕輔、高橋暁広
- 統括プロデューサー - 都田和志、丸幸太郎、市岡長純
- 番組プロデューサー - 水野伸宏
- キャラクターデザイン、総合演出、アクション監督 - 海老名保
- 擬斗助手 - 小山田学
- 脚本 - 関根清貴
- 演出 - 森田空海（クラッチ.）、横尾初喜、田中桂司（クラッチ.）[注 9]
- 撮影 - 江森太一、高田ススム
- DIT  - 吉村紘恭
- 撮影助手 - 鎌田麻清
- 照明 - 中元文孝
- 録音 - 治田敏秀
- 美術 - 津留啓亮
- 装飾 - 小栗綾介
- ヘアメイク - 瀬田純子
- 衣装 - 照井真純
- タイトルロゴ - 高宮紀徹
- 記録 - 古谷まどか
- オフライン - 二宮心太
- 編集 - 江藤未穂、内田裕之
- MA - 湯井浩司 (The TUBE)
- 音効 - 高取謙、井上尚昭
- 監督補 - 田中桂司 (#5)
- 助監督 - つばさ&リキシ→岩川つばさ、秋元一富、森澤透馬
- 格闘技術指導（第18話） - 宮戸優光[15]
- 音楽 - 高梨康治&Team-MAX
- ナレーション - 喜山茂雄
- 制作 - エースクルー・エンタテインメント、ダンスノットアクト、クラッチ
- 製作著作 - ブシロード
- 協力 - F2-ZONE、新日本プロレス、響MUSIC、CROSS TEC、ワタナベエンターテインメントカレッジ、ショウビズクリエーション、DDTプロレスリング（第2シーズン以降）ほか
- 撮影協力 - 武蔵野フィルムコミッション、武蔵野映画劇場、吉祥寺バウスシアター、武蔵野映画社、吉祥寺サンロード商店街振興組合、新宿フェイス、CAFE FRIENDS、西調布格闘技アリーナ、グリーンパーク商店会、リベスト、エリアリンク（株）

## 主題歌
オープニング「ファイヤーレオンの歌」
作詞：川本夏生 / 作曲：高梨康治 / 編曲：加藤賢二 / 音楽プロデューサー：榎沢祐一 / 歌：森嶋秀太
森嶋にとっては、これがCDデビュー曲である。
エンディング「CHALLENGERZ」
作詞：DAIGO / 作曲：SHINPEI / 編曲・歌：BREAKERZ

## 放映リスト
バイオレスラーの声は、特記のないものは全て喜山茂雄が担当。
| 放送日        | 話数        | サブタイトル                           | 登場バイオレスラー              | 監督     |
| ------------- | ----------- | -------------------------------------- | ------------------------------- | -------- |
| 第1シーズン   |             |                                        |                                 |          |
| 2013年 4月6日 | Round 1     | ファイヤーレオン登場!                  | ブルザック                      | 森田空海 |
| 4月13日       | Round 2     | 激突! ブルザック                       | ブルザック                      | 森田空海 |
| 4月20日       | Round 3     | 潜入! ジャード秘密基地                 | ギャラッシー                    | 森田空海 |
| 4月27日       | Round 4     | 死闘! 吸血ギャラッシー                 | ギャラッシー                    | 森田空海 |
| 5月4日        | Round 5     | 地獄の頭突き!! ココバット              | ダダ・ココバット                | 横尾初喜 |
| 5月11日       | Round 6     | 激撮!! 謎の男現る                      | ダダ・ココバット                | 横尾初喜 |
| 5月18日       | Round 7     | 宇宙最強の悪役!! アイアンジース        | アイアンジース                  | 横尾初喜 |
| 5月25日       | Round 8     | 奇跡を起こすか!? 捨て身の獅子          | アイアンジース                  | 横尾初喜 |
| 6月1日        | Round 9     | 奪われたマスク!                        | ジャンドレ                      | 森田空海 |
| 6月8日        | Round 10    | 驚愕! ラ・ドールの真実!                | ジャンドレ                      | 森田空海 |
| 6月15日       | Round 11    | 倒せジャンドレ! 必殺技だ!              | ジャンドレ                      | 森田空海 |
| 6月22日       | Round 12    | 誕生! 如月ジュリア                     | ―                               | 森田空海 |
| 第2シーズン   |             |                                        |                                 |          |
| 10月5日       | Round 13    | 衝撃!掟破りのビースト                  | アイアンブルザック              | 横尾初喜 |
| 10月12日      | Round 14    | いでよ! 極限のフロー                   | アイアンブルザック              | 横尾初喜 |
| 10月19日      | Round 15    | 驚異のヒーロー! ジャードコマンダー     | ジャードコマンダー（1号・2号）  | 横尾初喜 |
| 10月26日      | Round 16    | 燃えろ! 死闘のタッグ                   | ジャードコマンダー（1号・2号）  | 横尾初喜 |
| 11月2日       | Round 17    | 戦慄! もうひとりのタケル               | ブラックレオン （声：椎名鯛造） | 田中桂司 |
| 11月9日       | Round 18    | 危機一髪! 決死のジャード侵入!!         | ブラックレオン （声：椎名鯛造） | 田中桂司 |
| 11月16日      | Round 19    | 生か死か!? 史上最大の決戦!!            | ブラックレオン （声：椎名鯛造） | 田中桂司 |
| 11月23日      | Round 20    | 目覚めよ、レオン。女神たちの戦い       | ブラックレオン （声：椎名鯛造） | 横尾初喜 |
| 11月30日      | Round 21    | 呪われた秘宝! ツターガン登場           | ツターガン                      | 横尾初喜 |
| 12月7日       | Round 22    | 解読不能! 死へのカウントダウン         | ツターガン                      | 横尾初喜 |
| 12月14日      | Round 23    | 覚醒 最強戦士! クレイガー・シン        | クレイガー・シン （舩木壱輝）   | 田中桂司 |
| 12月21日      | Round 24    | バトルクライマックス! 運命の超常決戦!! | クレイガー・シン （舩木壱輝）   | 田中桂司 |
| 12月28日      | Round 25    | 最後の獅子! ゴットラウザー登場!        | ゴッドラウザー （大野哲生）     | 横尾初喜 |
| 2014年 1月4日 | Final Round | 悲しき勝者の宿命                       | ゴッドラウザー （大野哲生）     | 横尾初喜 |

## 放送局
| 放送地域         | 放送局             | 放送期間                     | 放送日時           | 放送系列       | 備考                |
| 第1シーズン      | 第1シーズン        | 第1シーズン                  | 第1シーズン        | 第1シーズン    | 第1シーズン         |
| ---------------- | ------------------ | ---------------------------- | ------------------ | -------------- | ------------------- |
| 東京都           | TOKYO MX           | 2013年4月6日 - 6月22日       | 土曜 22:00 - 22:30 | 独立局         |                     |
| 兵庫県           | サンテレビ         | 2013年4月6日 - 6月22日       | 土曜 22:00 - 22:30 | 独立局         |                     |
| 日本全域         | ニコニコチャンネル | 2013年7月5日 - 9月21日       | 金曜 18:00 更新    | ネット配信     | [ 注 10 ]           |
| 第2シーズン      |                    |                              |                    |                |                     |
| 東京都           | TOKYO MX           | 2013年10月5日 - 2014年1月4日 | 土曜 22:00 - 22:30 | 独立局         | [ 注 11 ]           |
| 兵庫県           | サンテレビ         | 2013年10月5日 - 2014年1月4日 | 土曜 22:00 - 22:30 | 独立局         |                     |
| 愛知県           | テレビ愛知         | 2013年10月6日 - 2014年1月5日 | 日曜 25:05 - 25:35 | テレビ東京系列 | 第1シーズンは未放映 |
| 第1・第2シーズン |                    |                              |                    |                |                     |
| 日本全域         | エンタメ〜テレ     | 2014年8月2日 -               | 土曜 8:00 - 8:30   | CS放送         | リピート放送あり    |

2014年11月28日からは動画サイト「楽天ショウタイム」でも全26話を1年間配信。

## 他媒体展開
スマートフォンアプリ
『全国ヒーロースラッシュバトル』
ブシモからリリースされているスラッシュバトルRPG。ファイヤーレオンは東京都のご当地ヒーローとして登場。
映像ソフト化
DVD『特撮プロレスヒーロードラマ ファイヤーレオン 1stシーズン』
- 販売元：ポニーキャニオン / 発売元：響ミュージック
- 第1・2巻は2013年10月2日、第3・4巻とDVD-BOXは同年10月25日発売。

DVD『特撮プロレスヒーロードラマ ファイヤーレオン 2ndシーズン』
- 販売元：ポニーキャニオン / 発売元：響ミュージック。
- 2013年11月20日に第1巻が発売。テレビ放送最終回前となる同年12月18日に、DVD-BOXが発売された。

ライブショー
『Milky Holmes Live Tour 2013 〜おいでスペクタクル！〜』（2013年6月29日東京国際フォーラム ホールA）
主要キャストである三森すずこ、徳井青空の在籍するミルキィホームズのライブ。ファイヤーレオン、後藤洋央紀、クレイガー・シン、ルードマンが、ヒーローショーとバックダンサーの形で参加。
『東北合神ミライガー＆ファイヤーレオン』
原作者である海老名保が手掛ける東北合神ミライガーショーの一環として東北を中心にコラボキャラクターショーを展開。初開催は2014年3月22日、青森八戸市・イトーヨーカドー八戸沼館店公演。握手会なども行われた。2014年8月9日、10日にナゴヤドームで行われた東海テレビ主催「愛と勇気の冒険ドーム」では2日間にわたってファイヤーレオン＆ミライガーショーが催された。
漫画化
『ファイヤーレオン 〜新日本プロレス編〜』
2013年9月6日創刊の月刊ブシロード（発行元：ブシロード / 発売元：KADOKAWA）にて連載開始。作画は徳光康之。
実写ドラマ版ではファイヤーレオン（剛藤タケル）は新日本プロレスの選手に憧れているのに対し、漫画版では新日本プロレスを破壊する存在であるなど設定に差異がある。徳光によると、当初はドラマ版を意識したコメディ作のつもりだったが、原作者や編集部の意向により、ドラマ版では描けなかったシリアス面やプロレス面を押し出した内容となったとのこと。KADOKAWAコミックスから2014年7月26日に単行本1巻、12月26日に2巻が発売。月刊ブシロード2015年4月号にて完結した。2020年10月8日、電子書籍のみで完結編となる第3巻を発売。